# Pablo de Santis
Pablo De Santis (Buenos Aires, 27 de febrero de 1963) es un escritor y guionista de historietas argentino, ganador del Premio Planeta-Casa de América 2007 por su novela El enigma de París y también del Premio de la Novela de la Academia Argentina de Letras.

## Trayectoria
Estudió la carrera de Letras en la Universidad de Buenos Aires, y trabajó como periodista y guionista de historietas. Publicó el álbum Rompecabezas (1995), que reúne una parte de las historietas que hizo con el dibujante Max Cachimba para la revista Fierro, de la que fue jefe de redacción.  
Dirigió la colección Enedé, en la que se publicaron clásicos de la historieta argentina, así como las colecciones para adolescentes La movida y Obsesiones. Escribió varios ensayos sobre dicho género. 
Para la televisión, escribió los textos de los programas El otro lado y El visitante (ambos conducidos por el periodista Fabián Polosecki), y fue coguionista de la miniserie Bajamar, la costa del silencio.
En 2014, se estrenó la película basada en su novela El inventor de juegos, dirigida por Juan Pablo Buscarini. 
Al año siguiente, la cadena HBO presentó la serie El hipnotizador, protagonizada por Leonardo Sbaraglia y basada en la historieta homónima.
El 25 de agosto de 2016 fue elegido académico de número de la Academia Argentina de Letras, con recepción pública el 22 de junio de 2017. 
En 2018 fue coguionista en el filme documental La boya dirigido por Fernando Spiner.
En 2019 integró, en representación de la Academia Argentina de Letras, el Jurado del Premio Cervantes, el más importante reconocimiento literario de habla hispana, que ese año ganó el catalán Joan Margarit.

## Premios
- Mejor guionista en el concurso «Fierro busca dos manos», revista Fierro, 1984.
- Premio Destacados 1993 de la Asociación del Libro Infantil y Juvenil de la Argentina por El último espía.
- Finalista del Premio Planeta Argentina 1997 con La traducción'.'
- Premio Konex de platino 2004 (por sus libros para adolescentes).
- Mención en el Premio Nacional de Literatura Infantil 2004
- Premio Planeta-Casa de América 2007 por El enigma de París.
- Premio de la Academia Argentina de Letras 2008 a la mejor novela del trienio por El enigma de París.
- Premio Nacional de Cultura 2012 en la categoría "Literatura infantil" por su novela El juego del laberinto. Estos premios son otorgados por la Secretaría de Cultura de la Nación como un estímulo a los autores que hayan contribuido al progreso de la actividad o disciplina en que compitan.
- Premio Konex - Diploma al Mérito 2014 .
- Elegido miembro de número de la Academia Argentina de Letras el 25 de agosto de 2016 (recepción pública el 22 de junio de 2017).
- Premio de la Asociación de Literatura Infantil y Juvenil de la Argentina (ALIJA) -categoría Libro ilustrado- por El alumno nuevo (2021)
- Premio Esteban Echeverría categoría Narrativa (2022), de Gente de Letras

## Obras
Es autor de muchos libros . Algunos de sus libros fueron traducidos al francés, italiano, portugués, alemán, chino, japonés, coreano, rumano, checo, griego, holandés y ruso.
- El palacio de la noche (1987). Fue su primera novela
- Desde el ojo del pez (1991)
- Historieta y política en los 80: La Argentina ilustrada (1992)
- Lucas Lenz y el Museo del Universo (1992)
- La sombra del dinosaurio (1992) con ilustraciones de Fabián Slongo
- Pesadilla para hackers (1992) con ilustraciones de Pez
- Astronauta solo (1993) con el dibujante Max Cachimba
- El último espía (1993)
- Transilvania express. Guía de vampiros y de monstruos (1994)
- Rico Tipo y las chicas de Divito (1995)
- Las plantas carnívoras (1995)
- Rompecabezas (1995) historietas con el dibujante Max Cachimba
- Enciclopedia en la hoguera (1995) con el dibujante Max Cachimba
- Invenciones argentinas. Guía de las cosas que nunca existieron (1995)
- La traducción (1997)
- Páginas mezcladas (1997) con ilustraciones de Max Cachimba
- La historieta en la edad de la razón (1998)
- Filosofía y Letras (1998)
- El teatro de la memoria (2000)
- El calígrafo de Voltaire (2001)
- El inventor de juegos (2003)
- Rey secreto (2005) reúne más de 80 relatos breves, con ilustraciones de Max Cachimba
- La sexta lámpara (2005)
- Lucas Lenz y la mano del emperador (2006)
- El enigma de París (2007)
- El buscador de finales (2008)
- Los anticuarios (2010)
- El hipnotizador (2010) historieta con el dibujante Juan Sáenz Valiente
- El juego del laberinto (2011) Continuación de El inventor de juegos
- La marca del ganado (2012)
- Crímenes y Jardines (2013)
- Trasnoche (2014)
- El juego de la nieve (2016) Continuación de El inventor de juegos y El juego del laberinto
- Justicia poética (2016) historieta con el dibujante Frank Arbelo
- Cobalto (2016) historieta con el dibujante Juan Sáenz Valiente
- La hija del criptógrafo (2017)
- Leyra (2018)
- La cazadora de libros (2018), en coautoría con Max Cachimba
- ¿Quién quiere ser detective? (2018)
- Hotel Acantilado (2021)
- Academia Belladonna (2021)
- Saturno (2021) historieta con el dibujante Matías San Juan
- Contar un secreto. Ideas y consignas para empezar a escribir (2023)
- La cabalgata de las valquirias (2024)

- Datos: Q1351539